# 裴鏷
裴鏷（?年—?年），字品遊，四川省成都府成都縣人，東京高等工業學校畢業 ，工科進士。

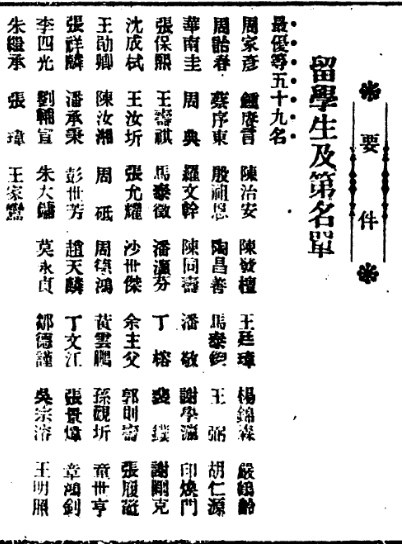

## 生平
- 光緒33年正月,四川省官費生入東京高等工業學校建築科[2]
- 宣統三年（1911年）九月，經學部驗看考試，得82分[3]，列最優等，賞給工科進士。[4]